# Hoàng Thị Loan
Hoàng Thị Loan (* 6. Februar 1995 in Thanh Oai, Hanoi) ist eine vietnamesische Fußballspielerin.

## Karriere

### Vereine
Auf Klubebene ist sie seit 2015 beim Hà Nội I WFC.

### Nationalmannschaft
Erste Einsätze für die vietnamesische A-Nationalmannschaft sammelte sie spätestens ab dem Jahr 2016, wo sie mit dem Team an der Qualifikation für das Olympiaturnier 2016 teilnahm. Danach erzielte sie auch Torerfolge mit der Mannschaft bei der Südostasienmeisterschaft 2018 und der Asienmeisterschaft 2022.
Am 2. Juli 2023 wurde sie für den finalen Kader bei der Weltmeisterschaft 2023 nominiert.